# USS Taylor (DD-94)
USS Taylor (DD-94) là một tàu khu trục thuộc lớp Wickes của Hải quân Hoa Kỳ trong giai đoạn Chiến tranh Thế giới thứ nhất. Nó là chiếc tàu chiến duy nhất của Hải quân Hoa Kỳ được đặt tên theo Chuẩn đô đốc Henry Taylor (1845-1904).

## Thiết kế và chế tạo
Taylor được đặt lườn vào ngày 15 tháng 10 năm 1917 tại Xưởng hải quân Mare Island ở California. Nó được hạ thủy vào ngày 14 tháng 2 năm 1918, được đỡ đầu bởi Cô Mary Gorgas, và được đưa ra hoạt động vào ngày 1 tháng 6 năm 1918 dưới quyền chỉ huy của Hạm trưởng, Trung tá Hải quân Charles T. Hutchins, Jr..

## Lịch sử hoạt động
Sau khi nhập biên chế, Taylor gia nhập Đội 12 của Lực lượng Khu trục trực thuộc Hạm đội Đại Tây Dương, và hoạt động cùng hạm đội cho đến khi Chiến tranh Thế giới thứ nhất kết thúc và sau đó. Đến ngày 1 tháng 4 năm 1919, nó được phân về Đội 8, Lực lượng Khu trục; và vào năm 1920, Taylor được đưa về biên chế tinh giản cho dù vẫn hoạt động dọc theo bờ biển Đại Tây Dương. Mùa Hè năm đó, vào ngày 17 tháng 7, Hải quân Mỹ áp dụng số hiệu lườn tàu, và Taylor trở thành DD-94. Đến tháng 10, nó quay lại biên chế đầy đủ, và cho đến mùa Hè năm 1922 đã hoạt động cùng Đội 8, Chi hạm đội 8 trực thuộc Hải đội 3. Vào ngày 21 tháng 6 năm 1922, chiếc tàu khu trục được cho xuất biên chế tại Philadelphia, Pennsylvania.
Taylor bị bỏ không cho đến ngày 1 tháng 5 năm 1930, khi nó được cho nhập biên chế trở lại dưới quyền chỉ huy của Trung tá Hải quân George B. Keester. Nó được phân về Đội 33, Chi hạm đội 7 trực thuộc Hải đội Khu trục của Hạm đội Tuần tiễu, và hoạt động từ Charleston, South Carolina cho đến tháng 11, khi nó lại được đưa về biên chế tinh giản. Cùng lúc nó, nó được cho tách khỏi Hạm đội Tuần tiễu để chuyển sang Đội 47, Chi hạm đội 16 trực thuộc Hải đội Huấn luyện. Nó được điều về quân khu hải quân 6 và 7 để huấn luyện quân nhân dự bị cũng như đưa các sĩ quan dự bị đi các chuyến đi thực tập mùa Hè.
Biên chế của nó thay đổi đáng kể vào 1 tháng 4 năm 1931, khi Hạm đội Tuần tiễu trở thành Lực lượng Tuần tiễu, và chiếc tàu khu trục thuộc thành phần Đội 28 của Chi hạm đội Huấn luyện. Nó hoạt động cùng đơn vị này cho đến đầu năm 1934 khi nó gia nhập Hải đội 19 dự bị luân phiên, nơi nó ở lại cho đến hết mùa Thu năm đó.
Vào ngày 1 tháng 9, Taylor thay phiên cho tàu chị em USS J. Fred Talbott (DD-156) để phục vụ cùng Hải đội Đặc vụ. Nó tiến hành tuần tra tại khu vực Tây Ấn và vịnh Mexico cùng với đơn vị nhỏ này trong hơn một năm để bảo vệ cho lợi ích của Hoa Kỳ vào một giai đoạn có nhiều biến động chính trị tại Châu Mỹ La tinh. Đến ngày 1 tháng 10 năm 1935, Taylor quay trở lại Hải đội huấn luyện trong thành phần Đội 30 vừa mới được thành lập. Nó huấn luyện quân nhân dự bị cho đến đầu năm 1937, khi nó quay trở lại Hải đội Đặc vụ thay phiên cho tàu chị em USS Manley (DD-74). Một lần nữa chiếc tàu khu trục tuần tra tại khu vực biển Caribe bất ổn bảo vệ tính mạng và tài sản công dân Hoa Kỳ.
Khi quay về Hoa Kỳ vào năm 1938, Taylor neo đậu tại Philadelphia chuẩn bị ngừng hoạt động. Chiếc tàu khu trục được cho xuất biên chế vào ngày 23 tháng 9 năm 1938. Mặc dừ tên nó được rút khỏi danh sách Đăng bạ Hải quân vào ngày 6 tháng 12 năm 1938 và được rao bán vào ngày tháng 7 năm 1939, quá trình phục vụ của Taylor cho Hải quân vẫn chưa kết thúc. Vào ngày 11 tháng 7 năm 1940, nó được chọn để sử dụng trong việc huấn luyện các đội kiểm soát hư hỏng, và được đặt tên Lườn tàu Kiểm soát Hư hỏng số 40.
Hơn thế nữa, ít nhất một phần của nó còn tham gia trực tiếp trong Thế Chiến II. Vào tháng 5 năm 1942, trong khi tuần tra ngoài khơi Martinique, chiếc tàu chị em với nó USS Blakeley (DD-150) bị mất một đoạn mũi tàu dài 60 foot (18 m) do trúng ngư lôi Đức. Mũi của Taylor được thay thế cho Blakeley tại Philadelphia mùa Hè năm đó; và đến tháng 9, chiếc tàu chị em lại có thể tiếp tục nhiệm vụ hộ tống vận tải tại Đại Tây Dương, biển Caribe và Địa Trung Hải. Taylor tiếp tục phục vụ như một lườn tàu huấn luyện kiểm soát hư hỏng cho đến gần hết chiến tranh. Cuối cùng nó bị bán để tháo dỡ vào tháng 8 năm 1945.